# Victoria Anna Perea
Victoria Anna Perea Sánchez (Barcelona, 12 de julio de 1984), fue la primera española que nació por fecundación in vitro. Fue la cuarta “bebé probeta” de Europa y la sexta de todo el mundo.

## Biografía
Perea nació el 4 de julio de 1984 por cesárea a las 37 semanas de gestación en el Instituto Dexeus de Barcelona. Pesó 2,470 kilos al nacer. Es hija de María Dolores Sánchez y de Ricardo Perea. Su segundo nombre, Anna, fue elegido en honor a su madre científica, Anna Veiga.
El equipo médico que hizo posible el nacimiento de Perea estaba dirigido por la bióloga Anna Veiga, que llegó a ser presidenta de la Sociedad Europea de Reproducción Humana y Embriología (ESHRE) y el ginecólogo Pere Nolasc Barri, jefe de Reproducción Humana del Instituto Dexeus, que fueron pioneros en la técnica de reproducción asistida. En la gestación y nacimiento de la primera bebé probeta española estuvo involucrado un equipo de más de 15 especialistas en reproducción del Instituto Dexeus.

## Reconocimientos
En 2017, Victoria Anna Perea, como primera bebé probeta de España, y Louise Brown, la primera bebé nacida por fecundación in vitro del mundo, recibieron el XIII premio "Fundación Dexeus Salud de la Mujer" en Barcelona.